# Klaus Dürr (Politiker, 1958)
Klaus Dürr (* 10. September 1958 in Herrenberg; † 21. Juni 2020) war ein deutscher Politiker (AfD). Er war von 2017 bis zu seinem Tod Mitglied des Landtags von Baden-Württemberg.

## Leben und Beruf
Klaus Dürr besuchte die Hauptschule in Herrenberg und schloss die Wirtschaftsschule in Böblingen ab. Von 1975 bis 1977 absolvierte er eine Ausbildung zum Industriekaufmann. Von 1981 bis 1983 bildete er sich berufsbegleitend zum Industriefachwirt weiter. Bis 2016 war er als Teamleiter, Projektmanager sowie in Stabsfunktionen in einem internationalen Großunternehmen der IT-Branche im Bereich der Anwendungsentwicklung tätig.
Dürr lebte in Wildberg, war verheiratet und Vater von zwei Töchtern.
Er verstarb am 21. Juni 2020 an einem Herzinfarkt.

## Politik
Seit 2013 war Klaus Dürr Mitglied des Vorstands des AfD-Kreisverbands Calw/Freudenstadt. 
Da der bei der Landtagswahl in Baden-Württemberg 2016 mit 19,1 Prozent der Stimmen im Wahlkreis Calw (43) gewählte Kandidat und Alterspräsident Heinrich Kuhn Ende 2016 aus Alters- und Gesundheitsgründen sein Mandat niederlegte, rückte Dürr Anfang 2017 als Ersatzkandidat nach. Er blieb bis zu seinem Tod Abgeordneter. Für ihn rückte Uwe Wanke nach.
Dürr war Mitglied im Ausschuss für Inneres, Digitalisierung und Migration und dort zuständig für Fragen der Digitalisierung. Er war außerdem Mitglied im Ausschuss für Kultus, Jugend und Sport.

## Sonstige Ämter
- Mitglied des Vorstands des Ortsverbands Wildberg des Sozialverbands VdK